# 빌 대마쉬크

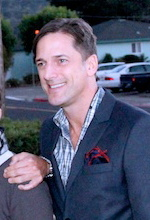

빌 대마쉬크(Bill Damaschke, 1963년 11월 20일 ~ )는 미국의 영화 프로듀서, 배우이다.
시카고에서 태어났다.

## 영화
- 샤크 (2004년)